# Радзински, Томаш
Томаш Радзински (пол. Tomasz Radziński; род. 14 декабря 1973[…], Познань) — канадский футболист польского происхождения, завершивший игровую карьеру, нападающий. Выступал за сборную Канады.

## Карьера

### Клубная
До переезда в Канаду играл и занимался футболом в Польше и Германии. В 1990 году присоединился к клубу «Норт Йорк Рокетс», позже выступал за «St. Catharines Roma». В 1994 году перешёл в «Жерминаль Беерсхот» в котором провёл 104 матча и забил 40 голов. В 1998 году был куплен лидером бельгийским «Андерлехтом». С клубом выигрывал чемпионат Бельгии, а в сезоне 2000/01 стал лучшим бомбардиром с 23 голами. В 2001 году был куплен английским клубом «Эвертон» за 6.750.000 евро. Позже играл за лондонский «Фулхэм», был куплен за 3 млн евро. Провёл в клубе три года и сыграл 93 матча в которых забил 10 мячей. Летом 2007 года перешёл в «Шкода Ксанти». В августе 2008 года стал игроком команды «Льерс» за 250 тысяч евро.
С 2013 года по 2015 год работал техническим директором «Льерса».

### В сборной
В сборной Канады играл с 1995 года, провёл 46 матчей и забил 10 мячей.

## Статистика
| Сезон   | Клуб               | Страна       | Матчи | Голы |  |
| ------- | ------------------ | ------------ | ----- | ---- |  |
| 1994/95 | Жерминаль Беерсхот | Флаг Бельгии | 28    | 6    |  |
| 1995/96 | Жерминаль Беерсхот | Флаг Бельгии | 22    | 9    |  |
| 1996/97 | Жерминаль Беерсхот | Флаг Бельгии | 23    | 8    |  |
| 1997/98 | Жерминаль Беерсхот | Флаг Бельгии | 31    | 19   |  |
| 1998/99 | Андерлехт          | Флаг Бельгии | 22    | 15   |  |
| 1999/00 | Андерлехт          | Флаг Бельгии | 22    | 13   |  |
| 2000/01 | Андерлехт          | Флаг Бельгии | 31    | 23   |  |
| 2001/02 | Эвертон            | Флаг Англии  | 27    | 6    |  |
| 2002/03 | Эвертон            | Флаг Англии  | 30    | 10   |  |
| 2003/04 | Эвертон            | Флаг Англии  | 34    | 8    |  |
| 2004/05 | Фулхэм             | Флаг Англии  | 35    | 6    |  |
| 2005/06 | Фулхэм             | Флаг Англии  | 33    | 2    |  |
| 2006/07 | Фулхэм             | Флаг Англии  | 35    | 2    |  |
| 2007/08 | Шкода Ксанти       | Флаг Греции  | 21    | 14   |  |
| 2008/09 | Льерс              | Флаг Бельгии | 35    | 17   |  |
| 2009/10 | Льерс              | Флаг Бельгии | 24    | 16   |  |
| 2010/11 | Льерс              | Флаг Бельгии | 30    | 7    |  |
| Всего   | Всего              | Всего        | 489   | 181  |  |

(Откорректировано по состоянию на 29 июля 2011)

## Достижения
- Чемпион Бельгии (2): 1999/00, 2000/01
- Обладатель Кубка Бельгии: 1996/97